# Philodromops coccineus
Genre
Espèce
Philodromops coccineus, unique représentant du genre Philodromops, est une espèce d'araignées aranéomorphes de la famille des Philodromidae.

## Distribution
Cette espèce est endémique du Brésil.

## Publication originale
- Mello-Leitão, 1943 : Alguns pisauridas e tomisidas do Brasil. Revista Chilena de Historia Narural, vol. 45, p. 164-172.